# Лессар, Павел Михайлович
Павел Михайлович Лессар (1851, Черногория — 21 апреля 1905, Пекин) — русский военный инженер и дипломат, участник Среднеазиатских походов, посланник в Китае. Действительный статский советник.

## Биография
Павел Михайлович происходил из интеллигентной французской семьи (Lessard или Lessart), издавна укоренившейся в Одессе. Павел Лессар — сын майора Михаила Лукича Лессара и его супруги Генриетты Семеновны Стифель. Окончив курс Института инженеров путей сообщения, Лессар принял участие в возведении Потийского порта; во время русско-турецкой войны 1877—1878 гг. построил железнодорожный мост через Прут и далее занимался организацией путей сообщения для русской армии. По окончании войны занимался некоторое время железнодорожными изысканиями в Болгарии, но в 1879 г. был направлен в Закаспийский край, где в это время готовилась военная экспедиция против туркмен-текинцев.
Под руководством генерала М. Н. Анненкова Павел Лессар участвовал в строительстве железной дороги от Красноводска до Кызыл-Арвата. Во второй половине 1880 г. состоял в качестве полевого инженера при генерале Петрусевиче и принимал участие в занятии важных промежуточных пунктов по направлению к Геок-Тепе, неоднократно бывал в перестрелках с текинцами.
После взятия М. Д. Скобелевым Ахал-текинского оазиса и замирения Туркмении, Лессар производил инженерные и геологические изыскания от Михайловского залива до Кызыл-Арвата и от Асхабада до Серахса, неоднократно совершал разведывательные поездки в пограничные районы Персии и Афганистана, работал инженером при проведении Закаспийской железной дороги. В 1884 г. Лессар сопровождал генерала А. В. Комарова при занятии Мерва. В 1885 г., после Кушкинского боя, был прикомандирован к трёхсторонней англо-афгано-русской комиссии для определения пограничной линии Туркмении с Афганистаном.
За работы, явившиеся результатом его наблюдений в Средней Азии и опубликованные в «Известиях ИРГО», Лессару были присуждены серебряная (в 1882 г.) и малая золотая (в 1883 г.) медали Императорского Русского географического общества. Также часть работ Лессара была опубликована в секретном «Сборнике географических, топографических и статистических материалов по Азии», издаваемом Военно-учёным комитетом Главного штаба.
В 1890 г. назначен политическим агентом в Бухарском эмирате, на каковом посту пробыл до 1895 года. Политическое Агентство располагалось в русском посёлке Новая Бухара, расположенном у станции «Бухара» Закаспийской железной дороги. Павел Лессар составил проект улучшения судебной части эмирата. Закон 1893 года приравнивал в судебных делах иностранцев-христиан, находившихся в Бухарском эмирате, к русским подданным, а иностранцев-нехристиан — к бухарцам. По настоянию Лессара, в Бухару в 1893 г. был назначен инженер Гельман, на которого были возложены все вопросы по ирригации, сооружению и исправлению больших дорог и перевалов в эмирате, а также наблюдение за распределением вод реки Зеравшан между русскими и бухарскими землями.
После Бухары Лессар был русским политическим агентом по азиатским делам в Лондоне.
29 сентября 1901 г. Лессар сменил М. Н. Гирса на посту чрезвычайного посланника и полномочного министра в Пекине. 8 апреля 1902 г. Лессар подписал в Пекине с представителями Цинского МИДа князем Цином и Ваном Вэньшао соглашение о Маньчжурии, по которому эта страна признавалась «составной частью Китайской империи», а Россия обязывалась вывести оттуда свои войска в течение полутора лет, если «не возникнет смут и образ действий других держав тому не воспрепятствуют», а также возвратить собственникам железнодорожную магистраль Шанхайгуань — Инкоу — Синьминьтин. Во время пребывания в Китае Лессар выступал резко против политической конфронтации с Японией, в частности, по свидетельству А. Н. Куропаткина, высказывался за придание российским лесным концессиям на реке Ялу исключительно коммерческого характера.

Умер Павел Михайлович 21 апреля 1905 г. в Пекине. 
Русский дипломатический мир понёс крупную утрату — скончался в Пекине на 55-м году жизни русский чрезвычайный посланник и полномочный министр П. М. Лессар. Скончался он в самое важное и тяжёлое время, оставив массу незаконченных серьёзных дипломатических дел в загадочном, таинственном Китае, готовом не сегодня-завтра стать в неприязненные отношения к России. В лице покойного посланника наше государство потеряло талантливого и энергического деятеля, уже успевшего зарекомендовать себя. (...) Состояние здоровья П. М. Лессара уже давно вызывало опасения. В газетных известиях за последнее время часто сообщались слухи о тяжёлой болезни нашего посланника в Китае. Говорилось об операции, которую вынес П. М. и об улучшении его здоровья. И вдруг — короткое и жуткое по своей короткости телеграфное сообщение: «П. М. Лессар скончался!» При всей осведомлённости о серьёзности его болезни, всё ещё была надежда, что он переживёт смутное время на Дальнем Востоке и поможет благополучно завершить нынешние отношения с Китаем. Слишком ясно сознавалась и сознаётся в нашем МИДе важность умелых дипломатических сношений с Китаем в настоящее время. Лессар прилагал все усилия своей энергии и воли, всю мощь своего жизненного опыта и таланта к упрочению хороших отношений со Срединным царством. Он упорно игнорировал свою разраставшуюся болезнь, уже давно мучившую его тяжёлыми припадками. Но наконец болезнь одолела его и прекратила его плодотворную деятельность. П. М. Лессар скончался как солдат на своём посту, вызвав своей кончиной всеобщие сожаления в дипломатических сферах.
 — говорилось в одном из некрологов.
Цинковый гроб с телом П. М. Лессара был доставлен в Одессу пароходом «Мюнхен», вместе с останками героя обороны Порт-Артура генерала Р. И. Кондратенко, осенью 1905 года.

## Избранная библиография

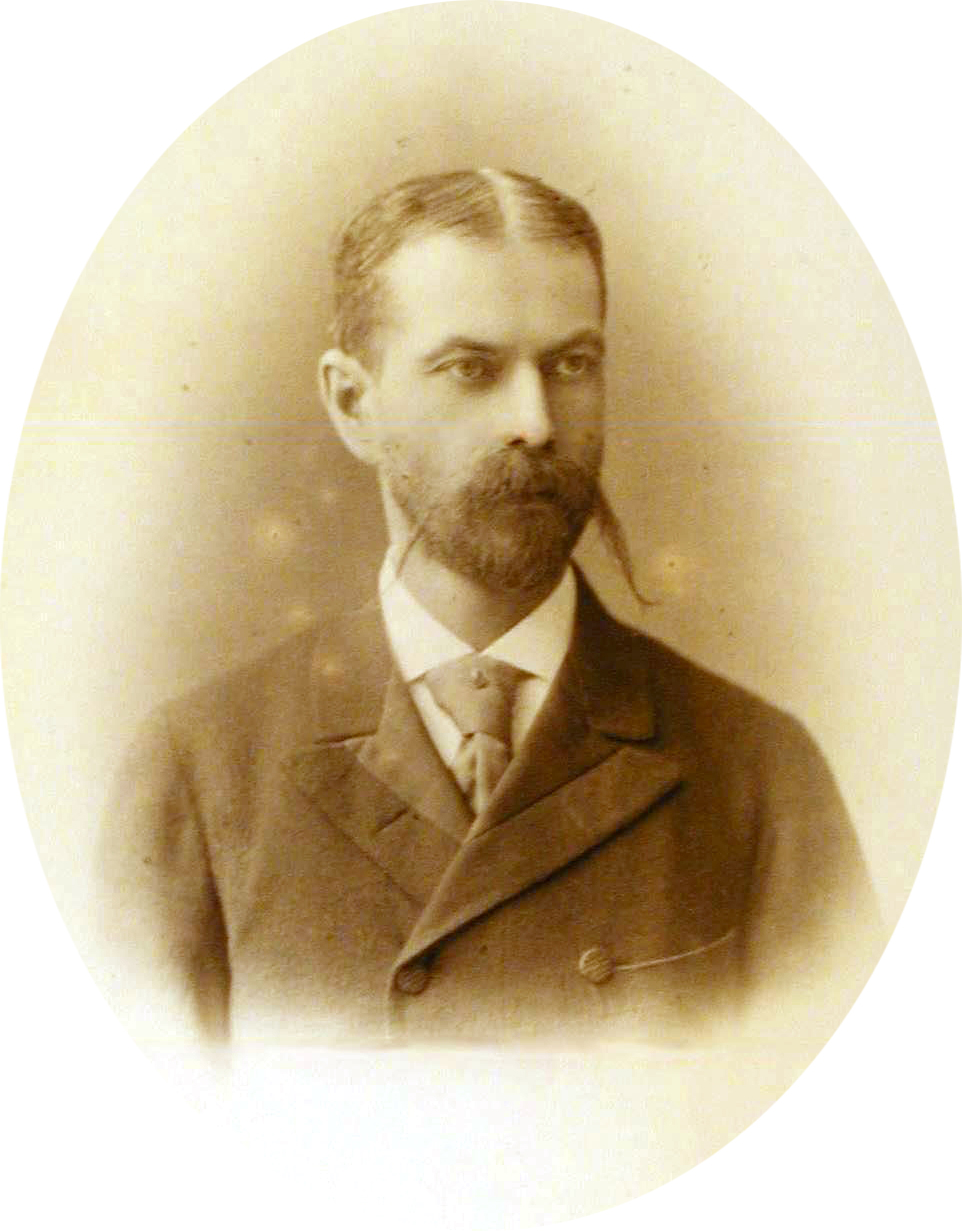
Павел Михайлович Лессар, 1895 год.

- Военные железнодорожные постройки русской армии в кампанию 1877—1878 гг. СПб., 1879
- Военные пути сообщения на индо-афганской границе. // «Сборник географических, топографических и статистических материалов по Азии» (СМА). Вып. XLI. СПб., 1890
- Заметки о Закаспийском крае и сопредельных странах. // «Известия Императорского Русского географического общества» (ИИРГО). Т. XX. Вып. 1. С. 1—87. СПб., 1884
- Мервские ханы. Положение Мерва и Атека в конце 1882 года. // СМА. Вып. VI. СПб., 1883. С. 62—82.
- Оксус. Его древнее соединение с Каспийским морем. Ташкент, 1891
- О распределении вод Келата и Дерегеза между этими ханствами и Атеком. Восточный берег Теджена у Серакса и южнее его. // СМА. Вып. VI. СПб., 1883. С. 39—61.
- Пески Кара-кум. Пути сообщении Закаспийской области с Хивою, Мервом и Бухарою. // СМА. Вып. VI. СПб., 1883. С. 83—121.
- Поездка в Серакс. // ИИРГО. Т. XVIII. СПб., 1881 (Отдельное издание: СПб., 1882)
- По поводу статьи горного инженера А. Коншина «Путевые заметки о Каракумских песках». // ИИГРО. Т. XIX. СПб., 1883 (совместно с А. Э. Гедройцем)
- Пути из Асхабада к Герату (1882 г.) // СМА. Вып. VI. СПб., 1883. С. 1—38.
- Сведения о Кафиристане // СМА. Вып. XXIX. СПб., 1888
- Юго-западная Туркмения. // СМА. Вып. XIII. СПб., 1885 (Отдельное издание: СПб., 1895)
- Юго-западная Туркмения. (Земли сарыков и салоров). // ИИРГО. Т. XXI, вып. 1. СПб., 1885. С. 1—79 (сокращённое издание).